# هوبيرت رادك
هوبيرت رادك (بالبولندية: Hubert Radke) مواليد 25 أكتوبر 1980 في بولندا، هو لاعب كرة سلة بولندي. يبلغ طوله 6 قدم 8 بوصة (2.0 م).

## المسيرة الاحترافية
لعب مع فوتسوافك من سنة 2004 إلى 2006، ثم لعب مع تورو زغورجيلتس في موسم 2005–2006، ثم لعب مع شارني سووبسك في موسم 2006–2007، ثم لعب مع راكفيره تارفاس في سنة 2007، ثم لعب مع بولونيا وارسو من سنة 2007 إلى 2009، ثم لعب مع بوزنان في موسم 2009–2010.